# Peter Qvam
Peter Qvam, född den 12 december 1822, död den 11 maj 1907, var en norsk skolman.
Qvam var sedan 1842 lärare i Kristiania, där han 1857 upprättade egen skola. Han var en föregångsman i norskt skolväsen, och hans pedagogiska praktik och undervisningsmetod ansågs mönstergilla.